# Lac de Warfaaz
Der Lac de Warfaaz ist ein kleiner Stausee des Baches Wayai, der durch die belgische Stadt Spa fließt und in Theux in die Hoegne mündet. 
Der Stausee hat einen Überlauf, der – je nach Witterung mal stärker oder schwächer – zu einem künstlichen Wasserfall wird.
Der See liegt oberhalb des Zentrums von Spa, dem Gelände des belgischen Leistungszentrums zur Sportförderung La Fraineuse und entlang der Wayai, sowie unterhalb des Dorint-Hotels. Er ist beliebt für diverse Freizeitaktivitäten, für Angler werden jährlich neue Fische in den See gesetzt. An der Straße, die über die Staumauer verläuft, befindet sich eine Gastronomie.